# Chiesa di San Rocco (Sant'Ambrogio di Torino)
La chiesa di San Rocco è un luogo di culto di Sant'Ambrogio di Torino, situato in via Sacra San Michele e appartenente alla diocesi di Susa.

## Storia
La chiesa venne edificata nel XVII secolo e originariamente dedicata ai Santi Rocco e Sebastiano. Fu fatta costruire dopo una pestilenza della fine del XVI secolo, ma la datazione è comunque incerta poiché tra il 1339 ed il 1598 le epidemie di peste che sconvolsero il territorio furono circa una quarantina. Negli archivi della Parrocchia si conserva un primitivo progetto non datato, né recante riferimenti.

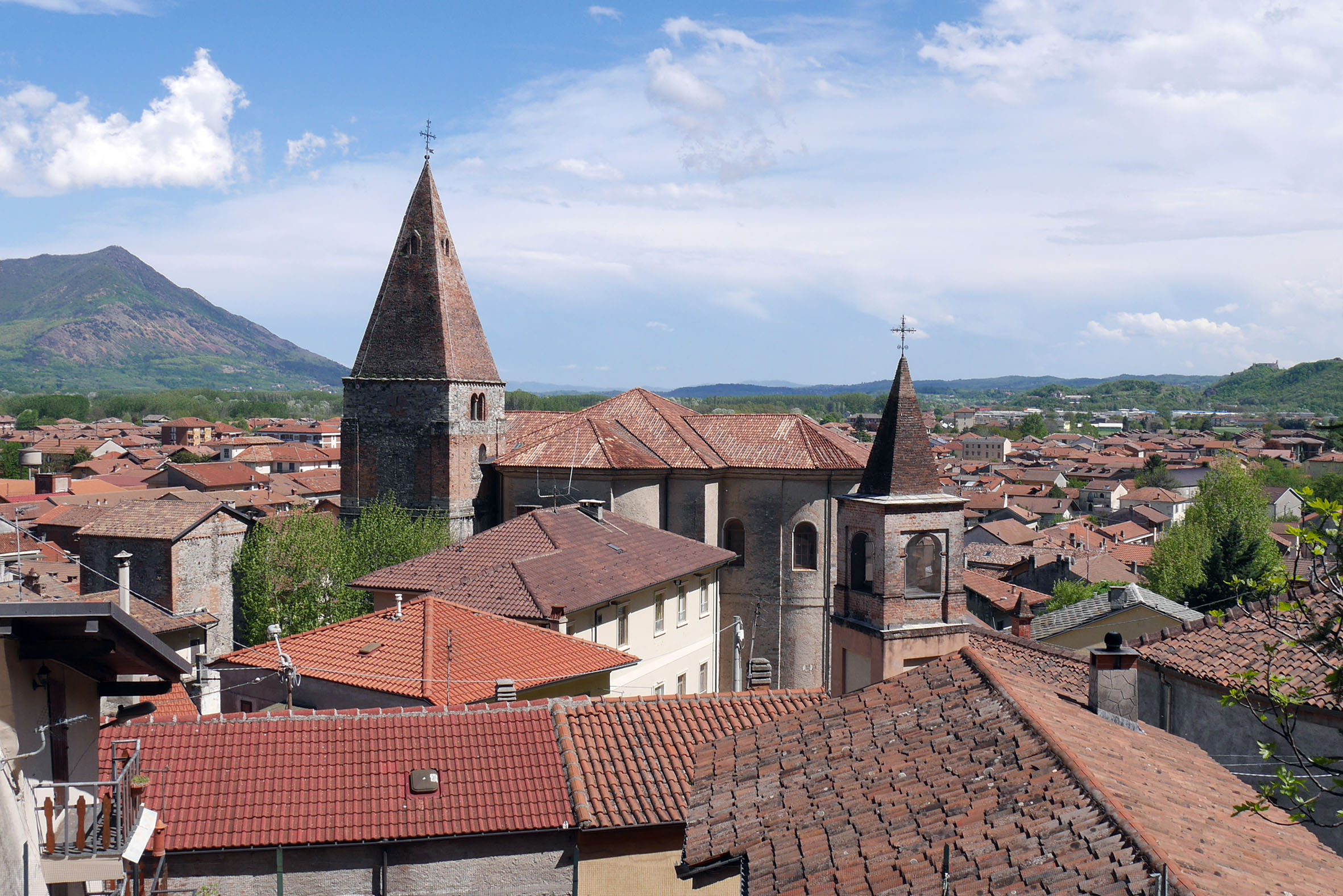
Chiesa di San Rocco e sullo sfondo la Chiesa di San Giovanni Vincenzo

La Chiesa fu ricostruita ed ampliata nel 1714 a spese del Comune, a seguito di un'altra epidemia. venne ulteriormente ampliata tra la fine del XVIII e l'inizio del XIX Secolo e fu sede della Confraternita dello Spirito Santo fondata a Sant'Ambrogio il 3 aprile 1767.
Negli anni '60 del XX Secolo fu sconsacrata perché inutilizzata, trovandosi a 100 metri dalla chiesa di San Giovanni Vincenzo. Solo dopo un lungo restauro è divenuta sede del Centro Culturale San Rocco dai primi anni 2000.